# Lünkésztisz
Lünkésztisz (ógörög Λυγκηστίς, latin Lyncestis) vagy Lünkésztida (ógörög Λυγκηστίδα) történeti régió az ókori Makedónia, Illíria és Paionia hármas határvidékén. A vidék névadói az itt élt linkészták (Λυγκησταί, latin Lyncestae) voltak, akik felett az i. e. 5. század közepén a korinthoszi Bakkhiadák alapítottak önálló királyságot. Első uralkodójuk, Arrhabaiosz és veje, Szirrhasz az i. e. 5–4. század fordulójáig sikeresen védték meg önállóságukat az országukra támadó makedón királyok ellen. Szirrhasz leánya, Eurüdiké az i. e. 390-es években házasságra lépett III. Amüntasz makedón királlyal, ezzel Lünkésztisz két évszázadra Makedónia része lett, frigyükből pedig az i. e. 4. század makedón uralkodói származtak, egészen Nagy Sándorig. Lünkésztisz az i. e. 2. században rövid ideig illír fennhatóság alatt állt, majd i. e. 168-ban a Római Birodalom része lett.

## Fekvése
Lünkésztisz az egykor Felső-Makedóniának nevezett terület legészakibb vidéke volt, a mai Macedónia délnyugati és a görögországi Nyugat-Makedónia régió északi részén. Természetföldrajzilag délről a Preszpa-, az Oresztiáda- és a Vegorítida-tavak alkotta karéj határolta, egyúttal választotta el a szintén Felső-Makedóniához sorolt Oresztisztől és Eordaiától. Maga a Preszpa-tó már Oresztiszhez tartozott, az Ohridi-tó partvidékét és tágabb környezetét pedig az illírek közé tartozó enkhelék, dasszaréták, később pedig a peneszták népesítették be; ők voltak a lünkésztisziek nyugati szomszédai. Dacára annak, hogy nem lünkésztiszi területen feküdtek, az ókorban a mai Ohridi- és Preszpa-tavak összefoglaló elnevezése Lünkésztiszi-tavak volt. Keleten az Alsó-Makedóniához tartozó Almópia, északon pedig a pelagonok gyakran Paioniához sorolt országa, Pelagónia volt határos Lünkésztisszel. Thuküdidész az i. e. 5. században azt írta Lünkésztiszről, hogy népe falvakban (kómai) él, a későbbi századokban a régió legjelentősebb települése Hérakleia Lünkésztisz, római nevén Heracleia Lyncestis volt (ma Bitola).

## Története
A vidék őshonos népei a lünkészták voltak, akiket Thuküdidész a makedónok közé sorolt. Magáról a népcsoportról szinte semmit nem tudunk, korábbi klasszikus forrásokra hivatkozva Arrianus Illíria és Felső-Makedónia népeit egyaránt állatbőrökbe öltözött pásztornépekként ábrázolta, akik nyájaik élén vándorolnak szerte a régióban. Lünkésztisz akkor nyerte el történelmi jelentőségét, amikor az i. e. 5. században a korinthoszi Bakkhiadák egyik ágából kikerült dinaszták lettek Lünkésztisz uralkodói.

### A makedón–lünkésztiszi háborúk időszaka
Lünkésztisz első bakkhiada királya Arrhabaiosz volt, a szakirodalomban uralkodásának kezdetét i. e. 445 és 430 közé teszik. A peloponnészoszi háború időszakában II. Perdikkasz makedón király megkísérelte birodalmához csatolni a felső-makedóniai területeket. Első csatáit a lünkésztisziekkel i. e. 424-ben vívta, és bár a makedónoknak kezdetben voltak kisebb sikereik, végeredményben a lünkésztisziek katonai fölénye számottevő volt. A korinthoszi származású Arrhabaiosz hadseregének magját jól kiképzett hopliták adták, akik magukévá tették a phalanx csatarendet, és e tekintetben a kezdetlegesebb harcászati stratégiákat követő makedónok jelentős hátrányban voltak. Perdikkasz ezért a spártaiakhoz fordult segítségért, akik Braszidasz vezetésével i. e. 423-ban csatlakoztak a lünkésztisziek elleni háborúhoz. A döntő csata a makedónoknak kedvezően indult. A szembenálló csapatok egy-egy magaslaton sorakoztak fel, és először lovasságaik csaptak össze a dombok közötti sík területen. Hamarosan a lünkésztiszi nehézgyalogság, valamint a makedón–spártai sereg fennmaradó része is csatlakozott az ütközethez. Arrhabaiosz serege nagy veszteségeket szenvedett el, ám Perdikkasz úgy döntött, hogy a végső ütközettel bevárja a zsoldjában lévő illíreket. Az illírek azonban egy váratlan fordulattal a lünkésztisziek oldalán vetették bele magukat a csatába. A makedónok fejvesztett menekülésbe fogtak, ezt látván a spártai Braszidasz is visszavonulásba kezdett, de fegyelmezett, zárt alakzatban. Az illírek támadásait rendre visszaverték, ezért azok a lünkésztisziekkel együtt a fegyelmezetlenül menekülő makedónok után vetették magukat, és sokukat levágták. Ezt követően egy völgyszorosnál körbevették Braszidaszt, aki végül 4000 harcosával áttörte az ellenség gyűrűjét, és megmenekült.
Az ókori történeti munkák már e győztes i. e. 423-as háború kapcsán is említik Szirrhasz nevét. A bizonytalan származású dinaszta már korábban feleségül vette Arrhabaiosz leányát, azaz a király vejeként vett részt a makedónok elleni háborúban. Arisztotelész feljegyzésében maradt fenn annak emléke, hogy az i. e. 413-tól uralkodó I. Arkhelaosz makedón király hadat viselt a lünkésztiszi „Szirrhasz és Arrhabaiosz ellen”. E passzusnak többféle értelmezése ismert a történeti szakirodalomból. Egyfelől a névsorrend alapján azt vélik, hogy ebben az időben Szirrhasz volt a Lünkésztiszi Királyság első számú embere, azaz királya, esetleg régense. A nagy kérdés, hogy a feltehetően az i. e. 400-as években zajló háború kapcsán említett Arrhabaiosz név kit takar. Ha a két évtizeddel korábban a makedónokat legyőző uralkodót, második helyre szorulása arra utalhat, hogy elaggott korára vejének, Szirrhasznak engedte át az államügyek irányítását. Az sem kizárható azonban, hogy egy másik Arrhabaioszról van szó, a nagy Arrhabaiosz unokájáról és örököséről, aki mellett feltételezett kiskorúsága miatt a régensi hivatalt betöltő Szirrhasz kezében összpontosult a hatalom. Arisztotelész és más ókori szerzők sem az újabb makedón–lünkésztiszi háború kimeneteléről, sem Szirrhasz további sorsáról nem hagytak ránk adatokat.

### A makedón és római uralom korszakában
A Szirrhasz és Arrhabaiosz leányának frigyéből született Eurüdiké i. e. 392–390 körül férjhez ment III. Amüntasz makedón királyhoz, és frigyükből született Makedónia három későbbi uralkodója: II. Alexandrosz, III. Perdikkasz és II. Philipposz. A házasság véget vetett az előző évtizedekben Arrhabaiosz és Szirrhasz által karddal is védelmezett status quónak: Lünkésztisz elveszítette függetlenségét és a Makedón Királyság része lett. Az i. e. 4. század forgatagában azonban ez törékeny fejleménynek bizonyult: Bardülisz Illír Királysága az elkövetkező évtizedekre kliensállamává tette Amüntasz és utódai Makedóniáját. II. Philipposz – a lünkésztiszi Arrhabaiosz dédunokája – volt az, aki az i. e. 358-ban Lünkésztisz területén a Bardülisszel megvívott Erigón-völgyi csatában végleg biztosította Makedónia uralmát Lünkésztisz felett. III. Alexandrosz vagy ismertebb nevén Nagy Sándor uralkodásának időszakában (i. e. 336–323) azonban az uralkodónak – okkal vagy ok nélkül – meggyűlt a baja a lünkésztisziek előkelő rétegével. Felségsértés vádjával megölette az apja idejében hadvezérként harcoló lünkésztiszi Aeroposz két fiát, Arrhabaioszt és Heromenészt, egyedül a harmadik fiú, Alexandrosz életét kímélte meg. Egyes források szerint szintén lünkésztiszi származású volt a makedón udvarban nagy katonai karriert befutó Parmenión és Antipatrosz is.
A második római–makedón háború (i. e. 200–197) lezárultával a rómaiak az oldalukon harcoló illír uralkodó, III. Pleuratosz kezére adták a két évszázada makedón fennhatóság alatt álló Lünkésztiszt, a Makedón Királyság i. e. 168. évi felszámolásával (harmadik római–makedón háború) azonban más felső-makedóniai területekkel együtt a római birodalom része lett.

### A lünkésztiszi dinaszták családfája
– lünkésztisziek          – valószínűleg lünkésztisziek          – makedónok

|                 |                 |                 |                 | Bromerosz       | Bromerosz       | Bromerosz     | Bromerosz     | Bromerosz       | Bromerosz       |                 |                 | ismeretlen      | ismeretlen      | ismeretlen | ismeretlen | ismeretlen     | ismeretlen     |                |                |                |                |
|                 |                 |                 |                 | Bromerosz       | Bromerosz       | Bromerosz     | Bromerosz     | Bromerosz       | Bromerosz       |                 |                 | ismeretlen      | ismeretlen      | ismeretlen | ismeretlen | ismeretlen     | ismeretlen     |                |                |                |                |
|                 |                 |                 |                 |                 |                 |               |               |                 |                 |                 |                 |                 |                 |            |            |                |                |                |                |                |                |
|                 |                 |                 |                 |                 |                 |               |               |                 |                 |                 |                 |                 |                 |            |            |                |                |                |                |                |                |
|                 |                 |                 |                 | Arrhabaiosz     | Arrhabaiosz     | Arrhabaiosz   | Arrhabaiosz   | Arrhabaiosz     | Arrhabaiosz     |                 |                 | ismeretlen      | ismeretlen      | ismeretlen | ismeretlen | ismeretlen     | ismeretlen     |                |                |                |                |
|                 |                 |                 |                 | Arrhabaiosz     | Arrhabaiosz     | Arrhabaiosz   | Arrhabaiosz   | Arrhabaiosz     | Arrhabaiosz     |                 |                 | ismeretlen      | ismeretlen      | ismeretlen | ismeretlen | ismeretlen     | ismeretlen     |                |                |                |                |
|                 |                 |                 |                 |                 |                 |               |               |                 |                 |                 |                 |                 |                 |            |            |                |                |                |                |                |                |
|                 |                 |                 |                 |                 |                 |               |               |                 |                 |                 |                 |                 |                 |            |            |                |                |                |                |                |                |
|                 |                 |                 |                 | Szirrhasz       | Szirrhasz       | Szirrhasz     | Szirrhasz     | Szirrhasz       | Szirrhasz       |                 |                 | ismeretlen      | ismeretlen      | ismeretlen | ismeretlen | ismeretlen     | ismeretlen     |                |                |                |                |
|                 |                 |                 |                 | Szirrhasz       | Szirrhasz       | Szirrhasz     | Szirrhasz     | Szirrhasz       | Szirrhasz       |                 |                 | ismeretlen      | ismeretlen      | ismeretlen | ismeretlen | ismeretlen     | ismeretlen     |                |                |                |                |
|                 |                 |                 |                 |                 |                 |               |               |                 |                 |                 |                 |                 |                 |            |            |                |                |                |                |                |                |
|                 |                 |                 |                 |                 |                 |               |               |                 |                 |                 |                 |                 |                 |            |            |                |                |                |                |                |                |
|                 |                 |                 |                 | III. Amüntasz   | III. Amüntasz   | III. Amüntasz | III. Amüntasz | III. Amüntasz   | III. Amüntasz   |                 |                 | Eurüdiké        | Eurüdiké        | Eurüdiké   | Eurüdiké   | Eurüdiké       | Eurüdiké       |                |                |                |                |
|                 |                 |                 |                 | III. Amüntasz   | III. Amüntasz   | III. Amüntasz | III. Amüntasz | III. Amüntasz   | III. Amüntasz   |                 |                 | Eurüdiké        | Eurüdiké        | Eurüdiké   | Eurüdiké   | Eurüdiké       | Eurüdiké       |                |                |                |                |
|                 |                 |                 |                 |                 |                 |               |               |                 |                 |                 |                 |                 |                 |            |            |                |                |                |                |                |                |
|                 |                 |                 |                 |                 |                 |               |               |                 |                 |                 |                 |                 |                 |            |            |                |                |                |                |                |                |
| II. Alexandrosz | II. Alexandrosz | II. Alexandrosz | II. Alexandrosz | II. Alexandrosz | II. Alexandrosz |               |               | III. Perdikkasz | III. Perdikkasz | III. Perdikkasz | III. Perdikkasz | III. Perdikkasz | III. Perdikkasz |            |            | II. Philipposz | II. Philipposz | II. Philipposz | II. Philipposz | II. Philipposz | II. Philipposz |